# Melody Club
Melody Club – szwedzki zespół synthpopowy założony w Växjö w 2000 roku.
Przed powstaniem Melody Club, Kristofer Östergren i Jon Axelsson grali w zespole The Tambureens. Po rozpadzie grupy powstał nowy projekt, który nazwano Melody Club. W 2005 zespół opuścił basista Magnus Roos, którego zastąpił Niklas Stenemo (były wokalista i gitarzysta The Mo) oraz perkusista Richard Ankers – jego miejsce zajął Andy A, jednakże Ankers powrócił do zespołu w 2010 roku.
W 2011 r. grupa brała udział w szwedzkich eliminacjach do Konkursu Eurowizji Melodifestivalen 2011 z piosenką The Hunter, jednak nie udało się jej przejść do finału. Jeden z utworów zespołu, Fever, fever możemy usłyszeć w grze FIFA 08. Żaden z członków Melody Club nie mieszka obecnie w Växjö.

## Muzycy

### Obecni członkowie
- Kristofer Östergren – śpiew
- Erik Stenemo – gitara
- Jon Axelsson – klawisze
- Niklas Stenemo – gitara basowa

### Byli członkowie
- Magnus Roos – bas (2001 – 2005)
- Andy A – perkusja (2006-2010)
- Richard Ankers – perkusja (2001-2005, 2010-2011)

## Dyskografia

### Albumy studyjne
- Music Machine (2002)
- Face The Music (2004)
- Scream (2006)
- Goodbye to Romance (2009)
- Human Harbour (2011)

### Albumy kompilacyjne
- At Your Service (2007)